# Млакич, Йосип
Йосип Млакич (босн. Josip Mlakić; род. 24 января 1964, Бугойно, Босния и Герцеговина, Югославия) ― хорватский и боснийский писатель и сценарист. Член-корреспондент Хорватской академии наук и искусств (2022).

## Биография
Родился в 1964 году в Бугойно, Босния и Герцеговина, Югославия.
Живёт и работает в Горни Вакуф-Ускоплье.
Закончил среднюю школу в Горни Вакуф-Ускоплье и машиностроительный факультет Сараевского университета.
В 2007 году по роману «Живые и мёртвые» кинорежиссёром Кристианом Миличем снят одноимённый художественный фильм. В 2012 году по роману «Стражи мостов» будет снят художественный фильм режиссёра Бранко Иштванчича, а в 2013 году снят художественный фильм режиссёра Кристиана Милича. Кроме того, по мотивам рассказа «Серая полночь» должен быть снят короткометражный фильм режиссёра Бранко Иштванчича.

### Цитаты Йосип Млакича
Это нормально, что она (различия в культуре и языке) существует, и я, безусловно, считаю себя частью этой культуры. Подобные вопросы, я полагаю, были бы неприятны, если бы не знали, что они возникли в то время, когда литература и язык, особенно язык, были главным политическим вопросом. Не трехчастное деление, а некая трехчастная особенность, если её так назвать, такие культуры должны представлять огромное преимущество в любом нормальном обществе. Однако мы, к сожалению, очень далеки от этого, потому что в нашей стране к культуре относятся примерно как к соперничеству в футболе.— 

…Каждый может быть писателем. Иво Андрич — писатель мирового уровня, и даже если это не так, я знаю, что он мой писатель. Писателя нельзя определить только по языку, месту жительства, стране, в которой он живёт. Я думаю, что быть боснийским писателем и быть хорватским писателем не исключают друг друга. Я думаю, что это устаревшие понятия, анахронизмы из прошлого, что-то вроде этих недавних внутрихорватских историй про «красную неману». Я могу быть боснийским писателем, потому что родился и живу здесь. Если вы смотрите на язык, на котором я пишу, то я хорватский писатель. Вопрос в том, будем ли мы определять писателя по языку, на котором он пишет, или по тому месту, где он живёт… На мой взгляд, гораздо лучше определять его по нескольким вещам, из сотни возможных определителей было всего два. упомянул. Надо перестать относиться к литературе как к футболу, в литературе можно играть за несколько команд…— 

### Сборники рассказов
- «Дом улитки», Х. Узданица, Ускоплье, (1997)
- «Отражение в воде», School Publishing, Мостар (2002)
- «Семейная фотография», Млирарец и Плавич, Загреб (2002)
- «Глаза андроида», Herceg press, Split-Š.Brjeg, (2004)
- «Мертвая рыба плавает на спине» (2011)

### Романы
- «Когда туман рассеется» Фауст Вранчич, Загреб, (2000)
- «Живые и мертвые», VBZ, Загреб (2002)
- «Серая полночь», VBZ, Загреб (2004)
- «Собаки и клоуны», VBZ, Загреб, (2006)
- «По следам ножен змеи» (2007)
- «Стражи мостов», Herceg press, Split, Široki Brijeg (2007)
- «Люди, которые сажали деревья» (2010)
- «Планета Фридман», Перелом (2012), ISBN 978-953-266-410-2[5]

### Сценарии к фильмам
- 2007 — «Живые и мертвые»
- 2014 — «Мост на краю света»
- 2015 — «Имена вишен»
- 2017 — «Мертвая рыба по роману Мертвая рыба плавает на спине»

## Награды
- 2002 — Литературная премия В.Б.З.
- 2003 — Премия Ксавера Шандора Гьяльского
- 2008 — премия «Перо Кочича» за роман «Tragom zmijske košuljice»[6]
- 2014 — премия Владимира Назора (Хорватия)

## Переводы на другие языки
- Wenn sich die Nebel lichten (немецкое издание)[7]
- «Живые и мертвые» (словенское издание) VBZ, Любляна,